# Hilberts Hotel
Hilberts Hotel ist ein vom Mathematiker David Hilbert erdachtes Paradoxon bzw. Gedankenexperiment zur Veranschaulichung verblüffender Konsequenzen der Nutzung des Unendlichkeitsbegriffes in der Mathematik. Damit lässt sich zeigen, dass die Mengen der natürlichen Zahlen, der ganzen Zahlen und der rationalen Zahlen gleichmächtig sind.

## Ein Hotel mit unendlich vielen Zimmern
In einem Hotel mit endlich vielen Zimmern können keine Gäste mehr aufgenommen werden, sobald alle Zimmer belegt sind (Schubfachprinzip). Hilberts Hotel hat nun unendlich viele Zimmer (durchnummeriert mit natürlichen Zahlen bei 1 beginnend). Man könnte nun annehmen, dass das gleiche Problem auch hier auftreten würde, nämlich dann, wenn alle Zimmer durch (unendlich viele) Gäste belegt sind.
Es gibt jedoch einen Weg, Platz für einen weiteren Gast zu machen, obwohl alle Zimmer belegt sind. Der Gast von Zimmer 1 geht in Zimmer 2, der Gast von Zimmer 2 geht in Zimmer 3, der von Zimmer 3 nach Zimmer 4 usw. Damit wird Zimmer 1 frei für den neuen Gast. Da die Anzahl der Zimmer unendlich ist, gibt es keinen „letzten“ Gast, der nicht in ein weiteres Zimmer umziehen könnte. Wiederholt man das, erhält man Platz für eine beliebige, aber endliche Zahl neuer Gäste. Es ist sogar möglich, Platz für abzählbar unendlich viele neue Gäste zu machen: Der Gast von Zimmer 1 geht wie vorher in Zimmer 2, der Gast von Zimmer 2 aber in Zimmer 4, der von Zimmer 3 in Zimmer 6 usw. Kurz gesagt, jeder Gast multipliziert seine Zimmernummer mit 2, um die neue zu erhalten. Damit werden alle Zimmer mit ungerader Nummer frei für die abzählbar unendlich vielen Neuankömmlinge. Wichtig bei dieser Vorgehensweise ist, dass alle Gäste gleichzeitig die Zimmer wechseln, beispielsweise bei einem vom Portier ausgelösten Gong. Wenn dies nacheinander geschehen würde, würde es bei einer unendlichen Anzahl von Gästen und einer unendlichen Anzahl von Zimmern unendlich lange dauern.
Wenn nun abzählbar unendlich viele Busse mit je abzählbar unendlich vielen Gästen vorfahren, können auch diese Gäste alle im bereits vollen Hotel untergebracht werden. Das geht zum Beispiel, indem man die Zimmer mit ungeraden Nummern wie eben beschrieben frei macht und dann die Gäste aus Bus 1 in die Zimmer 3, 9, 27, … schickt (also in jene Zimmer, die mit Potenzen von 3 nummeriert sind; 3 = 31, 9 = 32, 27 = 33, …), die Gäste aus Bus 2 in die Zimmer 5, 25, 125, 625 etc., also die Gäste aus Bus {\displaystyle i} in die Zimmer {\displaystyle p_{i},p_{i}^{2},p_{i}^{3}} etc., wobei {\displaystyle p_{i}} die {\displaystyle i+1}-te Primzahl ist. Dadurch sind alle angekommenen Gäste im Hotel untergebracht und sogar noch unendlich viele Zimmer (wie zum Beispiel das Zimmer 15, dessen Nummer keine Potenz einer Primzahl ist) frei. Eine andere, effizientere Möglichkeit wäre, die Hotelgäste jeweils aus den Zimmern {\displaystyle n} in die Zimmer {\displaystyle 2n-1} umziehen zu lassen, so dass alle geraden Zimmer frei werden. Dann können die neuen Gäste aus dem Bus mit der Nummer {\displaystyle n} die Zimmer belegen, deren Zimmernummern durch {\displaystyle 2^{n}}, nicht aber durch {\displaystyle 2^{n+1}} teilbar sind, so dass kein Zimmer frei bliebe. Eine weitere Möglichkeit, die Gäste unterzubringen, liefert Cantors Diagonalverfahren.

## Mächtigkeit unendlicher Mengen
All diese Möglichkeiten sind nicht wirklich paradox, sondern widersprechen nur der Intuition. Es ist schwierig, sich eine Vorstellung von unendlichen „Zusammenfassungen von Dingen“ zu machen, da ihre Eigenschaften sich sehr unterscheiden von denen gewöhnlicher, endlicher „Zusammenfassungen von Dingen“. In einem Hotel mit endlich vielen Zimmern ist die Anzahl der Zimmer mit ungerader Nummer offenbar kleiner als die Anzahl aller Zimmer, sobald es mindestens ein Zimmer mit einer geraden Nummer gibt. In Hilberts Hotel, das treffenderweise „Grand Hotel“ genannt wird, ist die „Anzahl“ der Zimmer mit ungerader Nummer jedoch in gewissem Sinne „genauso groß“ wie die „Anzahl“ aller Zimmer. Mathematisch ausgedrückt wird das so: Die Mächtigkeit der Teilmenge der Zimmer mit ungerader Nummer ist gleich der Mächtigkeit der Menge aller Zimmer. Man kann unendliche Mengen über die Eigenschaft definieren, eine gleichmächtige echte Teilmenge zu haben. Die Mächtigkeit abzählbar unendlicher Mengen wird {\displaystyle \aleph _{0}} („Aleph 0“) genannt.

## Film
Hilberts Hotel fand Eingang in mehrere Kurzfilme, u. a. „Hotel Hilbert“ (Regisseurin: Caroline Ross-Pirie, Großbritannien, 1996), prämiert u. a. auf dem VideoMath Festival 1998 in Berlin und „Hilbert’s Grand Hotel“ (Regisseurin: Djenaba Davis-Eyo, Großbritannien, 2018).